# خلیج گوانابارا
خلیج گوانابارا (پرتغالی: Baía da Guanabara) یک خلیج در ایالت ریودو ژانیرو در منطقه جنوب شرقی برزیل است که به اقیانوس اطلس راه دارد.
شهرهای ریودو ژانیرو و دوکی دی کاشیس، ریو دو ژانیرو در غرب و سائو گونسالو و نیتروی در شرق این خلیج واقع شده‌اند، خلیج گوانابارا ۳۱ کیلومتر طول، ۲۸ کیلومتر عرض و ۴۱۲ کیلومتر مربع مساحت دارد.

## نگارخانه

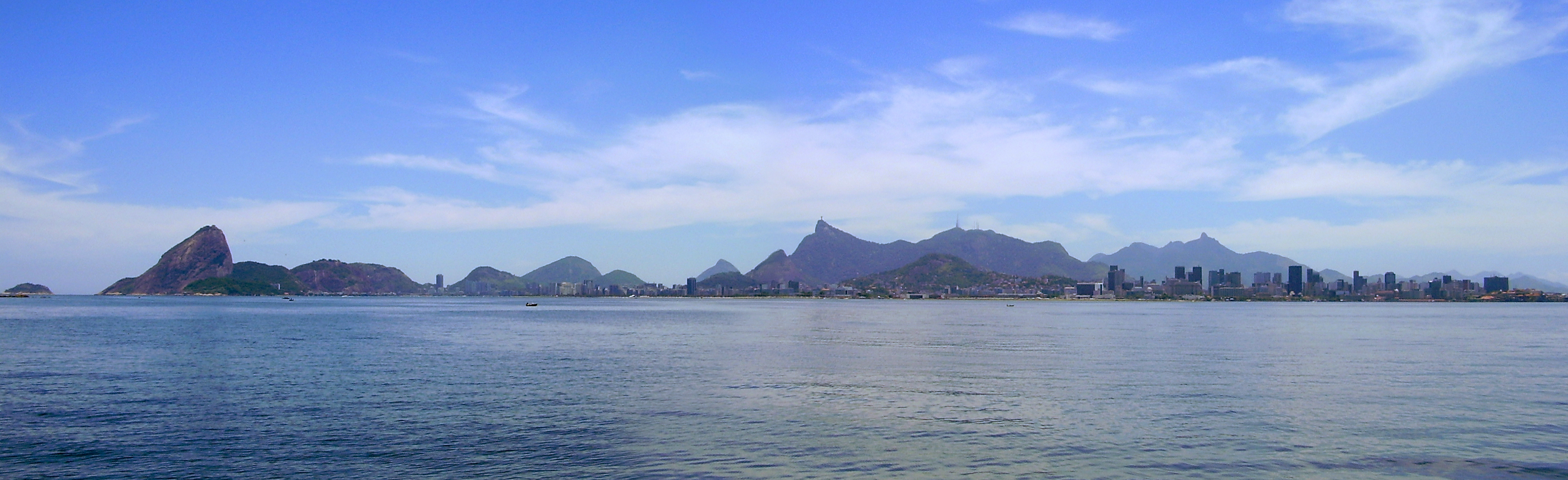
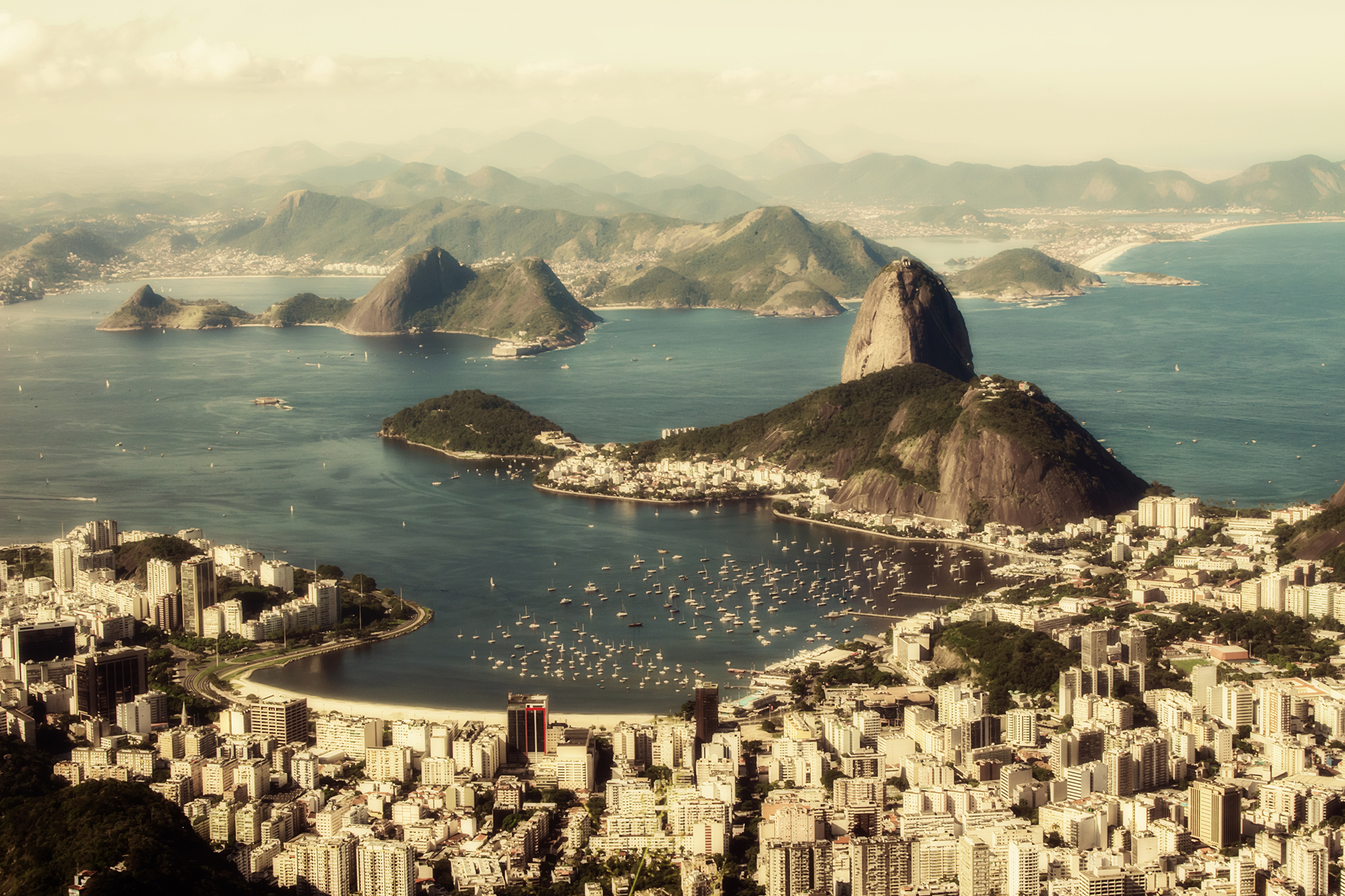
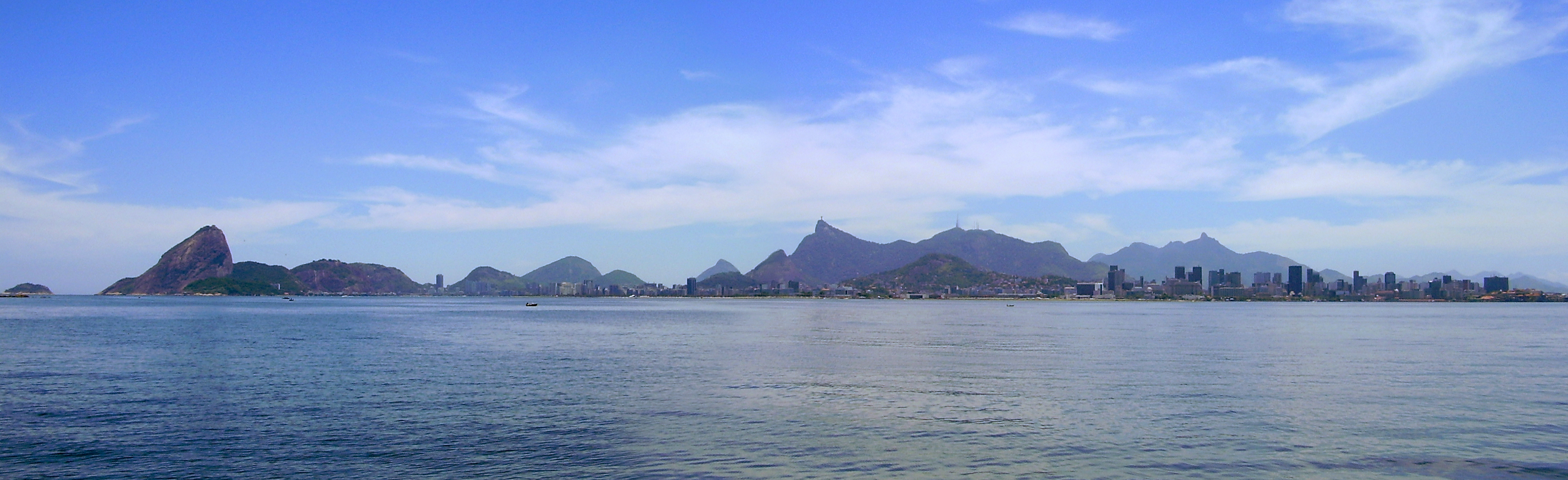